# Aloe speciosa
Aloe
Pour les articles homonymes, voir Aloès (homonymie).
Espèce
Classification APG III (2009)
Synonymes
- Aloe hexapetala
- Aloe chloroleuca
- Aloe drepanophylla
- Aloe platylepis
- Phylloma jacquinii

Aloe speciosa est une espèce arborescente d'aloès originaire d'Afrique du Sud. Il pousse dans les maquis du sud de la province du cap. Les anglophones l'appellent tilted aloe, l'aloès à tête inclinée, ou penchée.

## Historique
Aloe speciosa a été nommé par Baker dans Journal of the Linnean Society en 1880.

## Description

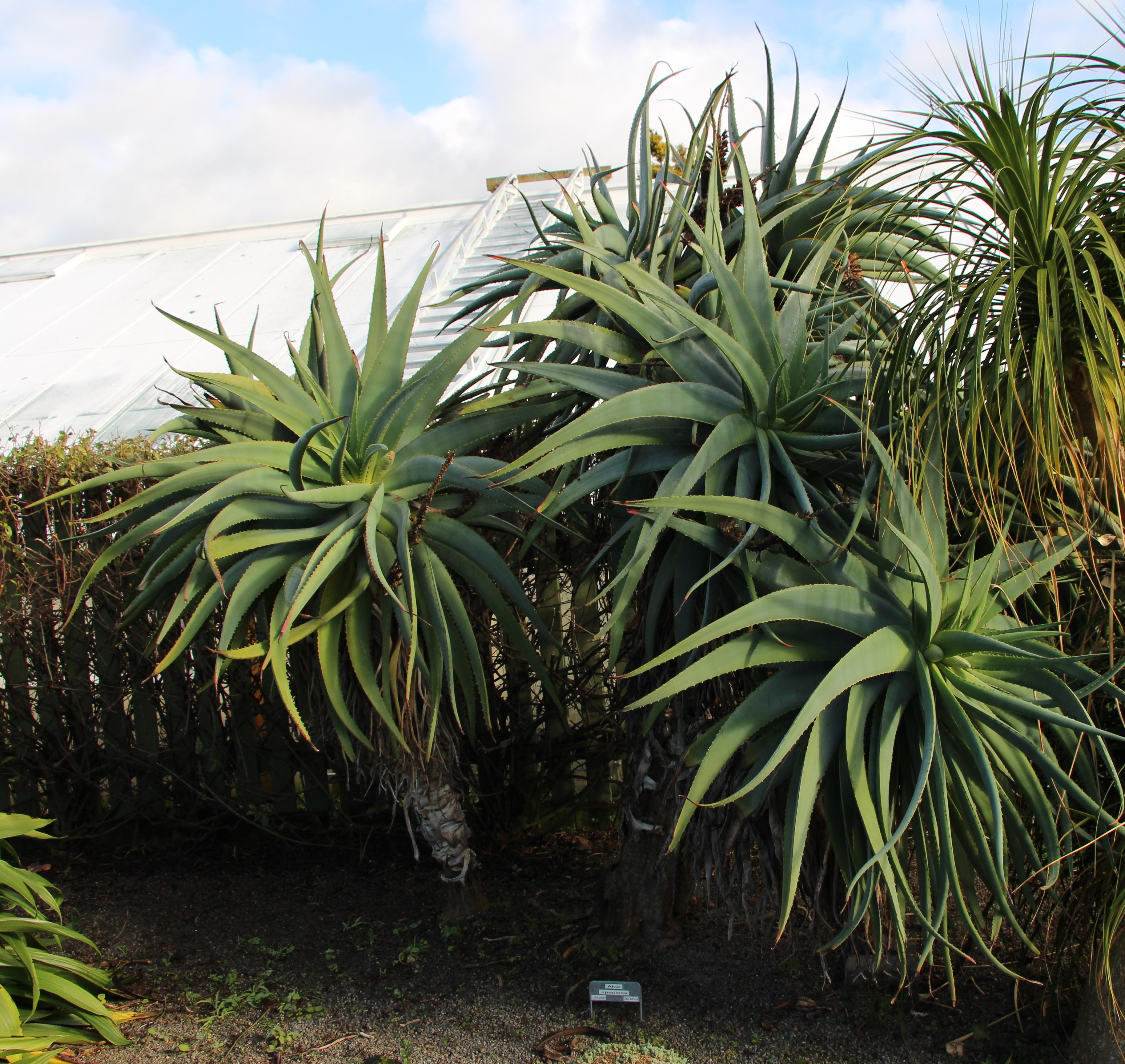
Un buisson d'aloès speciosa.

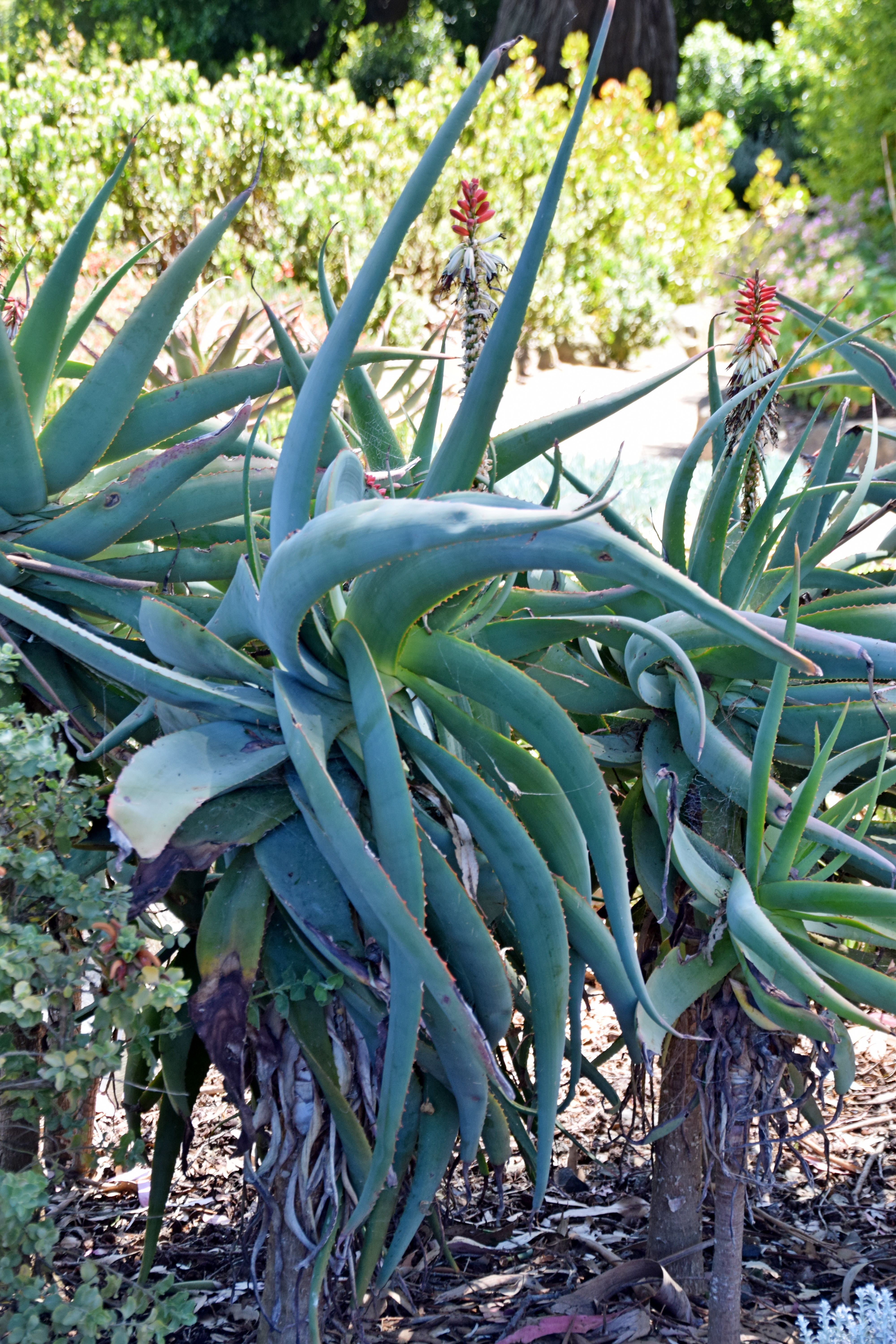
Sur ces individus on voit nettement que la rosette de feuilles du sommet se penche naturellement.

L'Aloe speciosa est une plante haute, érigée, avec une ou plusieurs tiges. Il atteint une hauteur de 3 à 6 m. Lorsqu'il pousse dans des conditions difficiles, il est généralement plus petit, et souvent monotige.
C'est une plante vigoureuse, que certains décrivent comme poussant rapidement, tandis que d'autres au contraire la décrivent lente[Qui ?].
L'aloès à tête inclinée doit son nom anglais à la façon dont sa rosace s'incline d'un côté, dans la direction la plus ensoleillée. Dans son habitat naturel, l'Afrique du Sud, c'est habituellement vers le nord, et dans l'hémisphère nord, le sud. Ceci est dû au phénomène d'héliotropisme, (le même qui agit sur le tournesol, et en fait sur toutes les plantes), mais qui est particulièrement notable sur cet aloès. Cette particularité est une facteur d'identification de l'espèce.
Les feuilles sont longues, minces, tombantes, bleu-vert pâle, aplaties, souples, presque caoutchouteuses. Elles sont fortement agglomérées et placées irrégulièrement autour de sa rosette inclinée. Les bords rosâtres des feuilles sont bordés de dents généralement rougeâtres. Cette coloration peut être plus ou moins marquée, voire inexistante.
La plante conserve ses vieilles feuilles séchées autour de la tige.

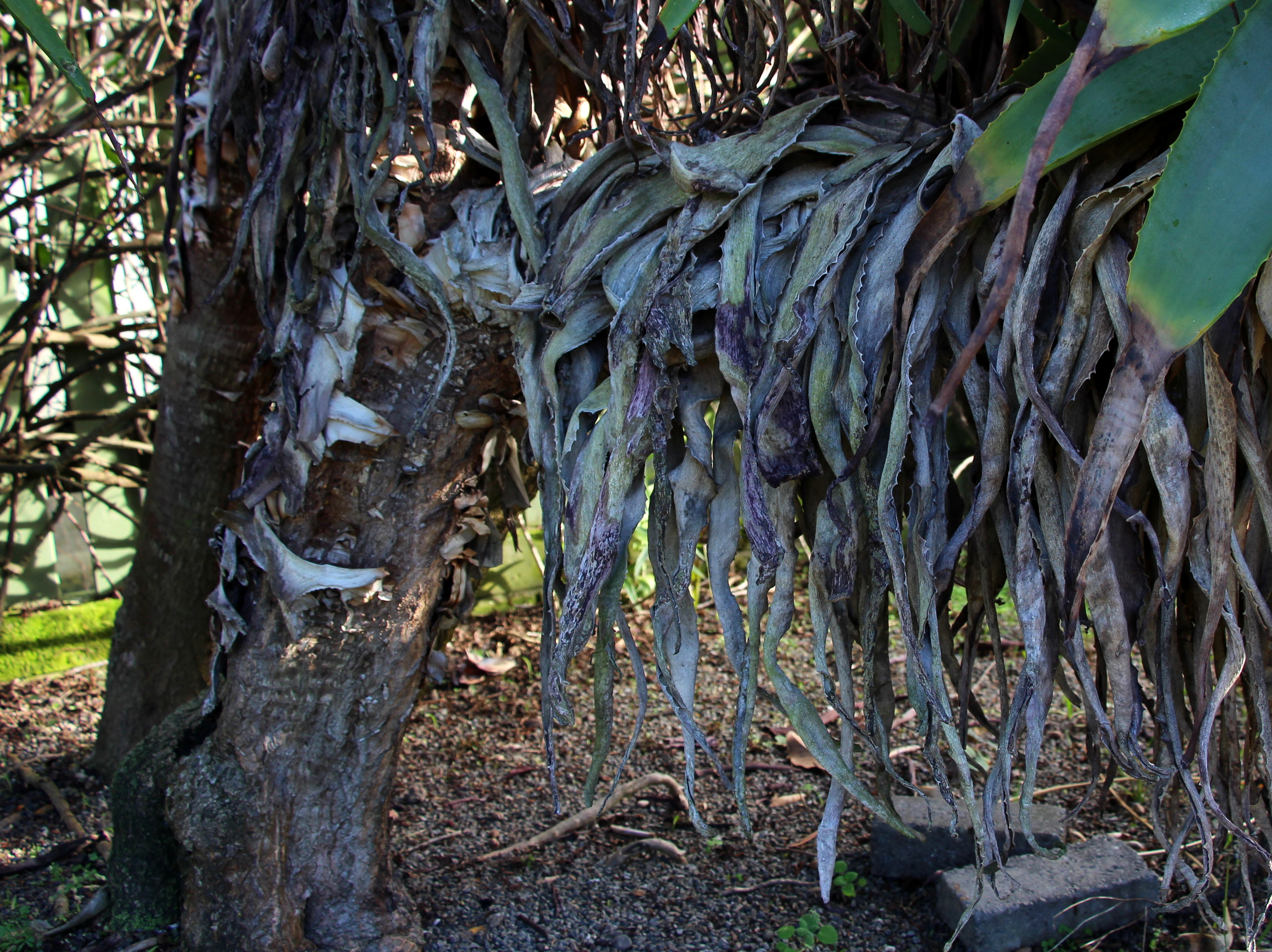
Un tronc d'aloès speciosa âgé, recouvert de ses vieilles feuilles.

Le nom latin « speciosa » quant à lui signifie voyant, et a été donné en référence à sa floraison impressionnante. L'espèce est également connue sous le nom d'Aloe hexapetala - également en référence à ses fleurs ("hexa-petala" signifie "six pétales").

## Floraison

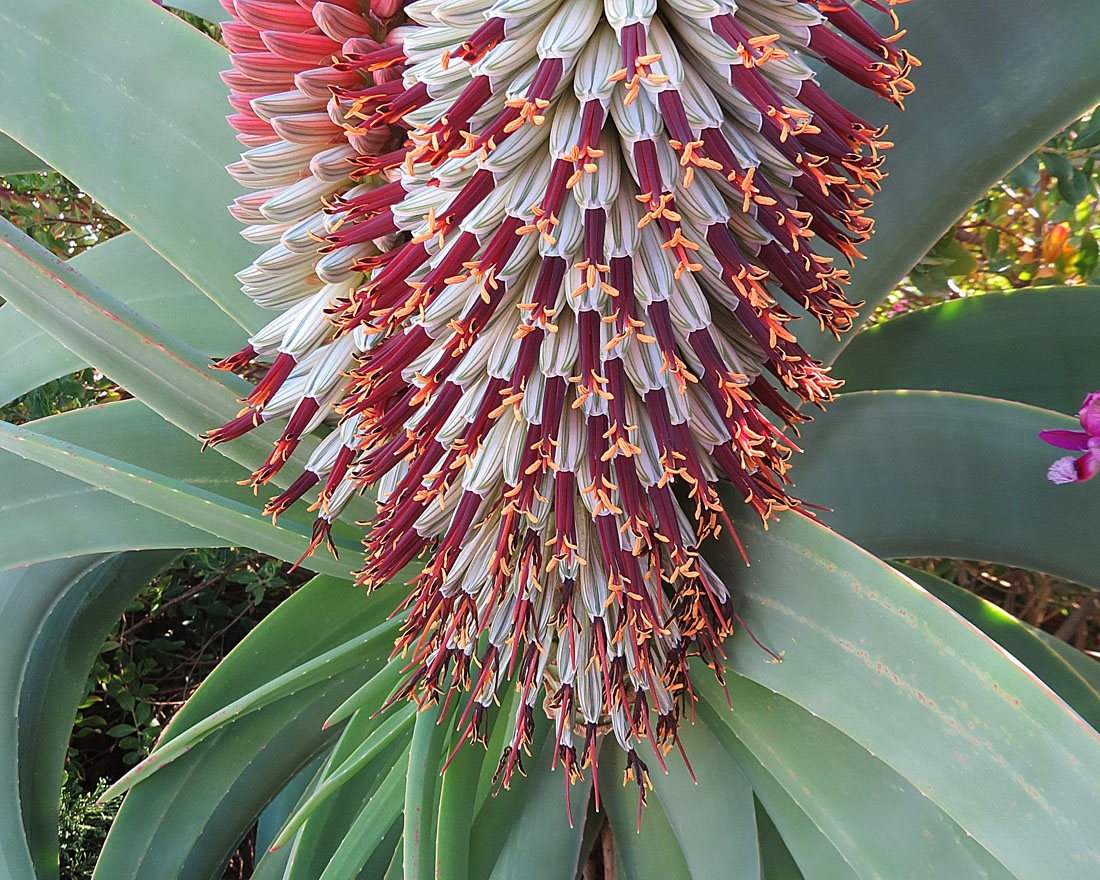
Détail de l'inflorescence.

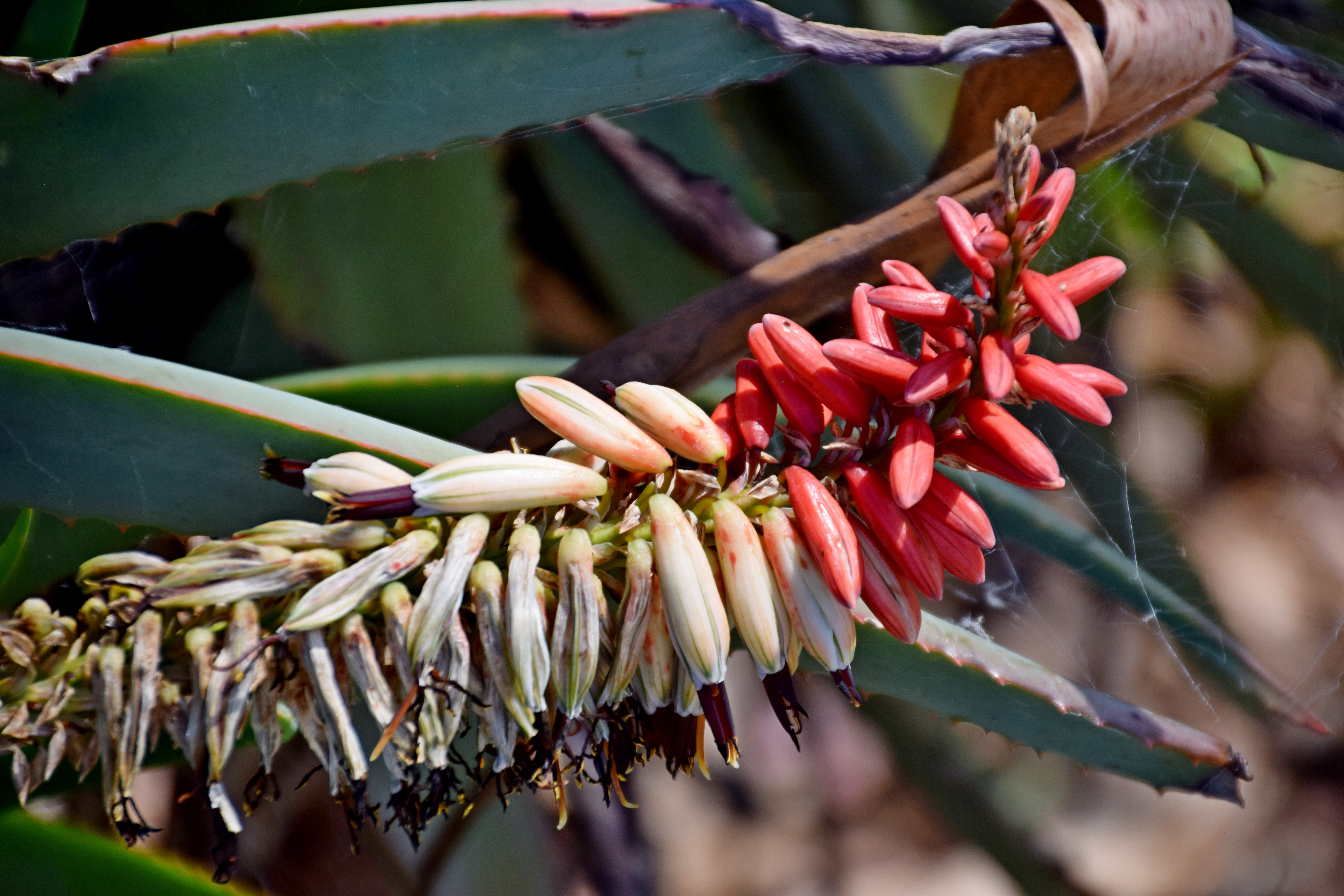
Détail de la grappe de fleurs où l'on voit les 3 stades de la floraison : fleurs encore fermés rouges, fleuries blanc-vert et fanées.

L'inflorescence est une grappe courte et cylindrique d'environ 50 cm de long, densément fournie de fleurs. Elle est parfois solitaire, mais une rosette peut en produire jusqu'à quatre. Le pédoncule est court, d'environ 12 cm de long, et couvert à la base par de fines bractées. La floraison apparait donc sortie des feuilles. Les fleurs encore fermées sont d'un rouge profond lorsqu'elles sont jeunes et blanchissent au fur et à mesure de la floraison, avec des rayures vertes. Lorsque les fleurs s'ouvrent, les étamines et le style brun-orange foncé dépassent visiblement de l'extrémité des tépales. L'Aloe speciosa fleurit au début du printemps (août à septembre dans son habitat naturel).

## Fructification
Les capsules s'ouvrent en été (hémisphère sud) et les graines ailées sont dispersées par le vent. Ces capsules sont souvent parasitées et les graines détruites.

## Répartition et écologie
Cette espèce est largement répandue, depuis le Swellendam dans la province du Cap-Occidental au fleuve Grand Kei dans la province du Cap-Oriental. Les plantes se trouvent principalement dans la biome des Fourrés d'Albany dans les vallées fluviales sèches, les pentes montagneuses et les plaines. Dans cette région, les étés sont chauds et les hivers doux. Les précipitations se produisent généralement en été et en hiver, mais vers l'est principalement pendant l'été, entre 375 et 625 mm par an.
L'Aloe speciosa est considéré comme sensible au froid et aux gelées, puisque les températures dans son habitat indigène sont rarement inférieures à -2 °C. Il tolérera donc de légères gelées. Il est toutefois rapporté par un cultivateur professionnel qu'un spécimen âgé dans un endroit froid de sa pépinière a régulièrement survécu à des températures de -6 °C.

## Utilisation
L'aloe speciosa est un aloès attrayant avec un grand potentiel horticole. C'est une espèce assez couramment cultivée, et assez facile à trouver chez les pépiniéristes spécialisés. Résistante à la sécheresse, c'est une plante idéale pour le jardins secs et les rocailles, comme la plupart des aloès.
C'est une plante qui s'adapte facilement et qui pousse dans divers types de sol, bien qu'elle préfère un sol limoneux fertile et sablonneux. Le sol peut être légèrement acide à alcalin et doit être bien drainé.
Les feuilles peuvent être utilisées pour teindre la laine d'un rose délicat sans l'utilisation de mordant (substances qui fixent le colorant sur le tissu). Aucun usage médicinal de l'Aloe speciosa n'est connu.

### Littérature
- Court, D. 1981. Succulent flora of southern Africa. Balkema, Cape Town.
- Jeppe, B. 1969. South African aloes. Parnell, Cape Town.
- Oliver, I.B. 2005. Grow succulents, edn 2. South African National Biodiversity Institute, Cape Town.
- Reynolds, G.W. 1974. The aloes of South Africa. Balkema, Cape Town, Rotterdam.
- Van Jaarsveld, E.J. 2000. Wonderful water-wise gardening. Tafelberg, Cape Town.
- Van Wyk, B-E. & Gericke, N. 2000. People's plants. Briza Publications, Pretoria.
- Van Wyk, B-E. & Smith, G. 1994. Guide to the aloes of South Africa. Briza Publications, Pretoria.